# World Games 2017/Teilnehmer (Saudi-Arabien)
| Gelbes Symbol für Goldmedaillen mit stilisierten Olympischen Ringen | Graues Symbol für Silbermedaillen mit stilisierten Olympischen Ringen | Braundes Symbol für Bronzemedaillen mit stilisierten Olympischen Ringen |
| ------------------------------------------------------------------- | --------------------------------------------------------------------- | ----------------------------------------------------------------------- |
| —                                                                   | —                                                                     | —                                                                       |

Saudi-Arabien nahm in Breslau an den World Games 2017 teil. Saudi-Arabien nominierte mit Emad Almalki nur einen Athleten und stellte, neben 14 weiteren Nationen, damit eine der kleinsten Delegationen bei den Spielen.

## Teilnehmer nach Sportarten

### Karate
| Männer       |       |                    |        |                     |        |                 |        |               |               |               |               |               |
| Emad Almalki | 60 kg | Firdosi Farzaliyev | 0:2 PO | Matias Gomez Garcia | 0:3 PO | Geoffrey Berens | 1:1 PO | ausgeschieden | ausgeschieden | ausgeschieden | ausgeschieden | ausgeschieden |

PO = Points